# Hokkundi, Bijapur
Hokkundi là một làng thuộc tehsil Bijapur, huyện Bijapur, bang Karnataka, Ấn Độ.